# 生长因子
生长因子（英文：Growth factor）一词是指天然的蛋白能刺激细胞增殖和细胞分化。生长因子调节细胞的各类活动与功能。生长因子通常充当细胞间的信号分子。生长因子结合到靶细胞表面的特异受体上。生长因子通常促进细胞分化和成熟。当然，因生长因子不一，其功能也多样。例如，骨形成蛋白刺激骨细胞的分化；而血管内皮生长因子刺激促进血管内皮细胞增殖。

## 生长因子与细胞因子
生长因子与细胞因子之间有时交替使用。历史上，细胞因子主要来源于、作用到造血细胞或免疫细胞。对循环系统及骨髓细胞中，可以理解，可溶性的蛋白分子用于细胞间的信号传递。而实际上，最近许多研究证实细胞因子也可以作用在造血细胞或免疫细胞以外的，在发展发育和成熟的有机体的，其他组织细胞类型。
生长因子常常意味着对细胞分裂起促进作用，而细胞因子对细胞的增殖是一个中性名词，有些细胞因子对细胞生长可能有抑制作用，还有一些生长因子造成靶细胞的细胞凋亡。

## 生长因子的例子
- 表皮生长因子
- 转化生长因子-α
- 转化生长因子-β
- 骨形成蛋白
- 神经生长因子
- 成纤维细胞生长因子
- 粒细胞集落刺激因子
- 粒细胞-巨噬细胞集落刺激因子
- 血小板衍生生长因子
- 红细胞生成素
- 血小板生成素
- 肝细胞生长因子

## 医药用途
在过去二十年，生长因子日益用于治疗肿瘤、血液疾病如：
- 中性粒细胞减少症
- 骨髓增生异常综合征（MDS）
- 白血病
- 再生障碍性贫血
- 骨髓移植